# Enrico Papi
Enrico Papi (Roma, 3 giugno 1965) è un conduttore televisivo e autore televisivo italiano.
Esordiente in Rai alla fine degli anni ottanta, è passato a Mediaset a metà degli anni novanta ed è stato uno dei volti storici di Italia 1, emittente per la quale ha condotto programmi di successo come Sarabanda, Matricole & Meteore, La pupa e il secchione e La ruota della fortuna. Nella seconda metà degli anni duemiladieci è approdato a Sky Italia, per poi far ritorno a Mediaset all'inizio degli anni duemilaventi.

## Biografia
Originario di famiglia borghese (il padre Samuele era commerciante d'auto e la madre Luciana possidente terriera), ha una sorella minore di nome Loretta. Frequenta le scuole cattoliche lasalliane e dopo aver conseguito il diploma di Liceo classico presso l'Istituto Sant’Apollinare di Roma si iscrive alla Facoltà di giurisprudenza, interrompendo però gli studi; riprende l'università con Cepu per il quale tra il 2000 e il 2003 è anche testimonial pubblicitario non concludendo comunque il percorso di studi. Studia inoltre canto e pianoforte: la passione per la musica indirizzerà la sua carriera come presentatore televisivo. Appassionato di teatro sin da bambino, si è anche dilettato in alcune rappresentazioni partecipando a tre festival nazionali. È sposato dal 1998 con Raffaella Schifino, con la quale ha avuto due figli: Rebecca, nel 2000, e Iacopo, nel 2008. Nel 2021 si dichiara sessualmente fluido. Dai primi anni 2000 ha una seconda residenza a Miami, negli Stati Uniti, dove si trasferisce stabilmente nei periodi di inattività televisiva.
Nel 2000 lancia il suo sito internet personale (www.papizone.com), che rimarrà attivo sino al 2011, il quale si occupava anche di gossip e televisione. Il sito diede il nome e sponsorizzò una società di calcio dilettantistica romana, la Papizone, fondata nel 2000 ed iscritta al campionato di Terza Categoria Lazio nella stagione 2000-2001, per la quale Papi ricoprì il ruolo di presidente nei primi anni. Nel 2003 la società si fuse con il Gruppo Sportivo Vigili Urbani di Roma assumendo la denominazione Vigili Urbani Papizone, arrivando poi fino alla Prima Categoria. Nel 2006 venne ritirata la sponsorizzazione del sito alla società che tornò a chiamarsi Vigili Urbani Roma.
Dal 2019 è ambasciatore del Centro Nazionale Contro il Bullismo – Bulli Stop per il quale ha condotto diversi spettacoli teatrali al Teatro Olimpico di Roma a partire dallo stesso anno.

## Esordi
Esordisce come cabarettista nelle piazze e nei palasport, prima dei concerti di importanti cantanti come Fiorella Mannoia, Ivan Graziani e Nino D'Angelo ma tuttavia non riscuote un buon successo. Tenta quindi di entrare nel mondo della televisione partecipando nella seconda metà degli anni ottanta a Provini, trasmissione condotta da Gianni Ippoliti in onda al tempo sulla TV locale romana GBR, ma viene bocciato. Si propone poi a Giancarlo Magalli che lo vorrà nel suo programma Fantastico bis.

## Carriera televisiva

### Esordio in Rai e carriera da telepaparazzo
Arriva in Rai nel 1988 come ideatore e autore di candid camera all'interno di Fantastico bis su Rai Uno, concludendo la sua prima esperienza televisiva nel 1990 dopo due edizioni nel programma di varietà. Dal 1990 è a Unomattina dove è conduttore, ideatore e regista delle rubriche settimanali Tra vicino e vicino mettiamoci il dito (1990-1991) e La notizia al microscopio (1991-1992), mentre nelle estati 1992 e 1993 conduce i collegamenti esterni in diretta di Unomattina estate.
Dal 1990 al 1992 affianca il lavoro in Rai con quello per la rete televisiva locale romana GBR per la quale conduce programmi come Portiere di notte (1990).
Per tutto il 1992 conduce sempre su Rai Uno ogni domenica mattina il programma per bambini La Banda dello Zecchino insieme a Lisa Russo e Gaia Zoppi, con le quali conduce inoltre sempre su Rai Uno il 5 dicembre 1992, Telethon - Festa ragazzi, per la maratona televisiva di Telethon del 1992, insieme al gruppo di conduttori di Big! (Carlo Conti, Renato Giordano, Rolando Ravello e Manuela Morabito). Nel 1993 esordisce come giornalista provocatore a Fatti e misfatti, rubrica pomeridiana del TG1. La stagione 1993-1994 è l'ultima a Unomattina, dove è conduttore, ideatore e regista del gioco Il personaggio misterioso.
Nel marzo 1995 l'allora direttore del TG1 Carlo Rossella gli propone la conduzione di un programma di cronaca rosa a patto che Papi riesca a ottenere prove fotografiche di una lite tra Demetra Hampton e Vittorio Sgarbi, all'epoca fidanzati. Riuscendo nell'impresa, ottiene la conduzione di Chiacchiere, rubrica all'interno del contenitore di Rai Uno Italia sera, il suo primo programma di gossip che lancerà definitivamente la sua carriera televisiva; è anche ideatore e regista del programma. In questo periodo ottiene il tesserino di giornalista pubblicista. Nell'estate 1995 è ideatore e conduttore di Chiacchiere estive di Enrico Papi, versione estiva ridotta di Chiacchiere, in onda come rubrica del TG1 della notte, sempre su Rai Uno. In autunno torna a condurre il programma, rinominato Chiacchiere di Enrico Papi, chiuso nel febbraio 1996 da Carlo Rossella in seguito alle critiche negative ricevute e alla violazione del codice deontologico da parte di Papi. In questo periodo si guadagna i soprannomi di "Acchiappavip" e "Vespina" o "Vespone" grazie alla sua celerità nell'intercettare i personaggi famosi e nel "ronzargli" intorno.
Poche settimane dopo, Giorgio Gori (allora direttore di Canale 5) gli propone il passaggio a Fininvest che Papi accetta, lasciando così la TV pubblica. Vi ritornerà unicamente nel 2001, dove al Festival di Sanremo affianca alla conduzione Raffaella Carrà insieme a Megan Gale e Massimo Ceccherini oltre a condurre in seconda serata il Dopofestival di Sanremo insieme alla Carrà.

### Periodo in Mediaset
Approdato nel marzo 1996 in Fininvest (che nel giro di un mese muterà nome in Mediaset), accentua la propensione per il gossip che lo farà diventare uno dei paparazzi più famosi d'Italia di quel periodo. Il primo programma da lui condotto è su Canale 5 ed è Papi quotidiani, rubrica di gossip programmata al posto di Sgarbi quotidiani, sospesa in quanto Vittorio Sgarbi non poteva apparire in video a causa della sua candidatura alle elezioni politiche di quell'anno. Nel maggio 1996 partecipa al varietà di Canale 5 Tutti in piazza, condotto da Gerry Scotti e Alba Parietti. Nella stagione 1996-1997 è l'inviato per il nuovo programma di Cristina Parodi, Verissimo, con la sua rubrica Parola di Papi, su Canale 5. In questo periodo conduce anche Papi News, una rubrica radiofonica di cronaca rosa in onda su RTL 102.5. Da marzo a giugno 1997 è ideatore e conduttore di un altro programma di cronaca rosa, Edizione straordinaria, con cui esordisce su Italia 1. Nel maggio 1997 si autosospende da giornalista, vista l'incompatibilità della professione con le telepromozioni che effettua nelle sue trasmissioni.
Nel settembre 1997 lascia le rubriche di gossip e comincia a condurre il varietà Sarabanda, poi trasformato in gioco musicale (con il sottotitolo il gioco della musica fino all'edizione 2001-2002), che diventerà il quiz musicale più longevo della televisione italiana e che grazie agli speciali lo porterà negli anni seguenti per ben 17 volte in prima serata su Italia 1 (ben 5 volte solo nel 2002 e nel 2003); dalla quarta edizione è anche autore del programma. Tra gli speciali di Sarabanda in prima serata più ricordati vi sono: Sarabanda - Il match del 31 ottobre 2000 (record di ascolti del programma), Il match del 14 febbraio 2001 (altrettanto di successo), Sarabanda - La Sfida del 5 marzo 2003 (che si scontrò addirittura con il Festival di Sanremo 2003) e Sarabanda Wrestling del 13 ottobre 2003, che attirò molte polemiche. Il successo di Sarabanda arrivò nel 2002 e nel 2003 a disturbare in termini di share perfino Striscia la notizia, storico leader di ascolti in quella fascia oraria.
Sempre a settembre 1997, Maurizio Costanzo lo vuole a Buona Domenica, con l'arduo compito di rimpiazzare Fiorello. L'esperienza si conclude alla fine della stagione. Il 26 dicembre 1997 conduce su Italia 1, insieme a Paola Barale, il varietà natalizio Regalo di Natale dal Circo Americano di Enis Togni. Su Canale 5 conduce in prima serata due varietà estivi e uno natalizio: il primo estivo, nel 1998, è intitolato Sapore d'estate dove è affiancato da Sandra Mondaini. Lo speciale natalizio, in onda il 27 dicembre 1998 e intitolato Volare - Emozioni 1998, lo vede affiancato a Maurizio Costanzo e Mara Venier. Il secondo varietà estivo è del 1999 ed è la quinta edizione di Beato tra le donne, al fianco di Anna Mazzamauro che nella trasmissione finge di essere sua madre. Nell'aprile 1999 conduce ogni settimana il nuovo programma Predizioni su Italia 1.

#### Anni duemila
Nella primavera 2001 conduce la terza edizione di Matricole assieme a Simona Ventura. Nello stesso anno conduce anche due nuovi programmi: il primo è la puntata pilota di un telequiz dal titolo Il traditore, andato in onda il 7 giugno in prima serata, il secondo è Anello debole, trasmesso in autunno per tre settimane al posto di Sarabanda. Il 28 giugno 2002 conduce in diretta in prima serata su Canale 5 Miss Universo Italia 2003.
Nell'autunno del 2002 conduce, con la partecipazione delle vallette Moran Atias e Jurgita Tvarish, Matricole & Meteore (le cui repliche con alcune modifiche verranno riproposte nel dicembre 2008). Nel 2003 torna a occuparsi di gossip con Papirazzo, programma ideato da lui stesso e proposto per tre edizioni: la prima in onda da marzo il sabato pomeriggio, la seconda da novembre nella seconda serata del giovedì (lo spostamento d'orario fu dovuto a una sanzione inflitta dal Comitato per la Tutela dei Minori a causa di immagini sensibili), e la terza edizione da aprile 2004 al sabato in orario preserale; in quest'ultima edizione non appare in video, ma doppia un pupazzo che fa da co-conduttore insieme con quello interpretato da Pasquale Catozzo de I Munchies. I due pupazzi conducono anche l'appendice del programma chiamata Papirazzo ia ia oh. Nell'estate del 2003 conduce su Canale 5, insieme a Silvia Toffanin, l'undicesima edizione del varietà di moda ModaMare a Porto Cervo.
A febbraio 2004 conduce una nuova versione di Sarabanda chiamata Sarabanda - Scala & vinci; il programma non otterrà il successo sperato e sarà chiuso alla fine dello stesso mese. Sempre al 2004 risalgono: 3, 2, 1 Baila (con la partecipazione di Julia Smith), un access prime time di Italia 1 in cui i concorrenti si sfidavano nel ballo sulle pedane delle sale giochi, e in estate L'imbroglione, il suo primo programma preserale di Canale 5. Nel settembre 2004 viene scelto in extremis (dopo averla spuntata su Pino Insegno e Daniele Bossari) per condurre, affiancato prima da Youma Diakite poi da Natalie Kriz, Il gioco dei 9, un game show che fu di Raimondo Vianello e che Italia 1 ripropone per tre mesi, senza il successo sperato (Papi era anche autore). Tra marzo e aprile del 2005 conduce Super Sarabanda, una sfida tra campioni che non riscuote però un buon successo.
Nel settembre 2006, dopo più di un anno di assenza dagli schermi, ritorna su Italia 1 per condurre, assieme a Federica Panicucci, la prima edizione del reality show La pupa e il secchione, che mette a confronto sette "secchioni" e sette "bellone" che vivono sotto lo stesso tetto. Dal 7 gennaio al 18 febbraio 2007 conduce la seconda edizione di Distraction, affiancato dalla modella Natalia Bush.
Dal 24 settembre dello stesso anno conduce per tutto l'autunno un altro programma, Prendere o lasciare. Dal dicembre 2007 al giugno 2009 conduce con la partecipazione di Victoria Silvstedt le due nuove edizioni de La ruota della fortuna (dove era anche autore) che continua fino alla primavera e che, dato il grande successo di pubblico e critica riscosso dal programma, riprende nell'autunno 2008 concludendosi nel 2009. Viene ripreso nel dicembre dello stesso anno con la messa in onda di alcune puntate rieditate per il periodo natalizio con La ruota della fortuna - Christmas Edition e poi con protagonisti i VIP, col titolo La ruota della fortuna VIP. Verrà poi replicato, con consistenti modifiche, su Canale 5 nell'estate del 2012. L'8 gennaio 2008 conduce anche la puntata pilota del quiz/game show Batti le bionde. Dal 26 maggio 2008 conduce per tutta l'estate, nel preserale di Canale 5, un nuovo quiz, Jackpot - Fate il vostro gioco, che verrà poi riedito e mandato in onda su Italia 1 nel 2010 con il titolo di Viva Las Vegas - Fate il vostro gioco. In entrambi i programmi è presente la valletta Karina Michelin.
Nel settembre 2009 conduce, affiancato dalla soubrette Raffaella Fico e con la presenza fissa dell'ex secchione Omar Monti, un quiz show su Italia 1 intitolato Il colore dei soldi, ma è un insuccesso. Dal 26 ottobre ritorna quindi al timone di Prendere o lasciare, stavolta in una versione riedita delle stesse puntate con l'aggiunta di montaggi degli stacchetti di Raffaella Fico.

#### Anni 2010
Il duo Enrico Papi e Raffaella Fico ritorna nel 2010 nel nuovo quiz, CentoxCento.
Dal 18 aprile 2010 conduce la seconda edizione de La pupa e il secchione, stavolta con il sottotitolo Il ritorno, al fianco di Paola Barale. Nell'autunno dello stesso anno conduce il suo primo programma da lui stesso inventato (nato da un'idea della figlia), dal titolo Trasformat, in onda su Italia 1 a partire dall'8 novembre assieme nuovamente a Raffaella Fico e Katia Follesa che nel 2011 verranno sostituite dalla soubrette Francesca Cipriani. Nel 2012 torna alla guida di Trasformat in versione riedita, dove viene aggiunta la sua versione virtuale chiamata Enrichetto.
Dopo due anni di pausa, nel giugno 2013 torna al timone di un nuovo game show di Italia 1, Top One, del quale conduce entrambe le edizioni ed è anche autore e regista. La prima edizione è ambientata nel parco divertimenti Rainbow Magicland a Valmontone (Roma), la seconda in quello di Etnaland a Valcorrente (Catania).
Nel giugno 2017, a distanza di oltre tre anni dall'ultimo lavoro da conduttore, torna a Sarabanda, il suo programma di maggior successo, con tre puntate speciali in diretta in prima serata. Per Papi si tratta di un ritorno alla guida del gioco musicale di Italia 1, dodici anni dopo la sua ultima puntata condotta.

### Passaggio a Sky Italia
Dopo oltre 21 anni di permanenza nelle reti Mediaset, nel luglio 2017 passa a Sky Italia, dove dal 28 agosto ha condotto Guess My Age - Indovina l'età su TV8, canale in chiaro della piattaforma Sky. Visto il buon riscontro di pubblico il programma viene occasionalmente promosso in prima serata e in diretta in più di un'occasione con il titolo Guess My Age - Special Edition. Nel novembre 2018 conduce in prima serata La notte dei record, già noto in passato col nome de Lo show dei record, programma incentrato sui primatisti più famosi e particolari appartenenti al Guinness dei primati. A marzo 2020 e marzo 2021 conduce le finali della decima e undicesima edizione di Italia's Got Talent. Dal settembre 2020 ha condotto due edizioni del game show musicale in prima serata Name That Tune - Indovina la canzone, basato sullo stesso format al quale si era ispirato Sarabanda, il suo programma di maggior successo.

### Ritorno a Mediaset
Nell'estate 2021 torna a Mediaset dopo quattro anni, dove dal 12 settembre ha condotto in prima serata su Canale 5 lo storico programma Scherzi a parte, tornando sulla rete ammiraglia dopo tredici anni, venendo riconfermato anche per la stagione successiva. Nella primavera 2022 ha condotto sempre su Canale 5 la terza edizione di Big Show, coadiuvato da Scintilla, Cristina D'Avena e Zeudi Di Palma.
Ad aprile 2024, dopo sette anni, torna su Italia 1, rete di cui è stato uno dei volti principali, conducendo la sesta edizione de La pupa e il secchione, programma del quale condusse già le prime due edizioni, mentre in estate conduce sempre sulla stessa rete il game show musicale Tilt - Tieni il tempo. Dal 7 ottobre 2024 conduce insieme a Lodovica Comello il quiz radiofonico Gli Squizzati di 105, in onda sulle frequenze di Radio 105 e in televisione su Radio 105 TV mentre da maggio 2025 torna per la quarta volta al timone di Sarabanda per una serie di puntate speciali in onda in prima serata su Italia 1 col nome di Sarabanda Celebrity, dove a giocare sono i personaggi del mondo della musica e dello spettacolo. Terminata la serie di speciali, a luglio riprende subito a condurre Sarabanda nella sua versione classica cambiando rete (su Canale 5) e fascia oraria (nel preserale).

## Altre partecipazioni televisive
Nel corso degli anni è stato invitato in qualità di ospite o di concorrente in varie trasmissioni, tra cui Numero Uno da Pippo Baudo e Il Quizzone da Gerry Scotti (come concorrente), entrambe nel 1996. Nella stagione 1996-1997 e in quelle seguenti è ospite a Buona Domenica, dove conosce Maurizio Costanzo, con il quale instaurerà un ottimo rapporto (sarà uno dei testimoni di nozze di Papi), venendo anche invitato più volte nel corso degli anni al Maurizio Costanzo Show. Nel 1998 partecipa a Scopriamo le carte e Ciao Darwin, mentre tra il 1999 e il 2000 è più volte ospite a Carràmba! Che fortuna, programma di Raffaella Carrà, con la quale collaborerà spesso in quel periodo. Nel 2000 partecipa ad Allegria! da Mike Bongiorno e nel 2001 partecipa ad una puntata di Milano-Roma. Nel 2006 è ospite a Le invasioni barbariche dove viene intervistato da Daria Bignardi. Nel 2007 è vittima di uno scherzo di Scherzi a parte (programma da lui poi condotto nel 2021 e nel 2022). Nel 2008 e nel 2023 gli viene consegnato il Tapiro d'oro, noto premio satirico di Striscia la notizia. Nel 2009 è ospite da Victoria Cabello a Victor Victoria. Dagli anni 2010 è stato intervistato più volte da Silvia Toffanin a Verissimo. Nel 2014 fa ritorno su Rai 1, dove gareggia a La prova del cuoco, tornandoci nel 2015 in prima serata. Nel 2017 è intervistato da Barbara D'Urso a Domenica Live e in estate partecipa al Wind Summer Festival con il suo singolo Mooseca. Dallo stesso anno è invitato più volte come ospite a Tv Talk. Nel 2021 è ospite da Mara Venier a Domenica In.
Nel 2016 partecipa come concorrente a due programmi in prima serata su Rai 1: prima concorre all'undicesima edizione di Ballando con le stelle, venendo eliminato dopo quattro puntate e non riuscendo ad essere ripescato, poi partecipa alla sesta edizione di Tale e quale show classificandosi decimo e non potendo quindi accedere a Il torneo, venendo comunque ripescato in seguito e chiudendo al quarto posto finale. Nel 2023 è uno degli opinionisti della diciassettesima edizione de L'isola dei famosi su Canale 5.

### Attività di visionatore e produttore
È lui lo scopritore del game show di Rai 1 Reazione a catena, che va in onda tutte le estati dal 2007. Papi ha affermato di averlo scovato su una rete televisiva americana nel 2005 (quando si trasferì a Miami) e di averlo portato in Italia proponendolo prima a Italia 1 e, poi, in seguito al rifiuto della rete, a Rai 1.
Nel 1994 ha fondato ed è stato intestatario della Enrico Papi Videoproduzioni, impresa che gestisce la sua immagine oltre a essere attiva anche nel campo delle produzioni radio-televisive. Dal 2007 al 2014 è stato titolare della Duck On Line, un'altra casa di produzione.

## Controversie
- Nelle vesti di paparazzo ha avuto litigi con Beppe Grillo[52], Paolo Bonolis[53], Raffaella Zardo[54], Mike Bongiorno[55], Andrea Roncato[56] e Mara Venier[57] oltre a una presunta storia d'amore con Valeria Marini.[58] È stato, infatti, spesso oggetto di minacce sia verbali sia fisiche per via della sua insistenza nel seguire i personaggi famosi.[59]
- Nel febbraio 1999 accusò l'omonimo cantautore Enrico Papi (autore dei testi di Les etrangers, brano di Patty Pravo), il quale aveva recentemente pubblicato il suo album di debutto[60], di aver usurpato il suo nome per usufruire di una facilitata notorietà e avere un più facile accesso al mondo dello spettacolo sostenendo che l’immagine anonima sulla copertina del disco sarebbe stata una scelta compiuta scientemente per indurre in confusione, chiedendo infine di ritirare dal mercato le copie del disco.[61]
- Il 27 febbraio 2001, nella seconda serata del Dopofestival di Sanremo, durante il collegamento dall'Argentina con una comunità italiana di scolari, Papi prese in giro Carmelina D'Antuono, la funzionaria del Consolato generale d'Italia a Buenos Aires e preside coordinatrice di tutte le scuole italo-argentine, giocando sulla sua inflessione dialettale.[62] Questo episodio gli costò aspre critiche, soprattutto da parte di Franca Pilla, la consorte dell'allora presidente della Repubblica Carlo Azeglio Ciampi, che poche settimane dopo, in occasione di una visita ufficiale in Argentina, si scusò pubblicamente definendo Papi "un cretino" e affermando, inoltre: «Certe trasmissioni ci involgariscono, ci imbastardiscono. Io e mio marito siamo troppo vecchi per sopportare cose simili: noi prendiamo e spegniamo il televisore».[63] Anche una delegazione veneta del partito politico dei Verdi criticò l'accaduto in un comunicato, invitando la Rai a prendere provvedimenti.[64] In seguito a ciò, nel dicembre 2007, è stato condannato per dileggio a 10 000 euro di multa e 10 000 euro di spese processuali in seguito all'azione legale intentata dalla funzionaria italo-argentina.[65]
- Nel luglio 2002 fu l'unico conduttore indagato in un'inchiesta che coinvolse vari quiz televisivi (Sarabanda nel suo caso) riguardante i numeri telefonici da comporre per partecipare, le cui tariffazioni, atte a contribuire alla crescita del montepremi in palio, erano considerate troppo elevate. Papi fu iscritto nel registro degli indagati a causa delle accuse dovute alla gestione del suo sito internet personale, attraverso il quale, con un numero di prenotazione, si poteva provare a partecipare alla trasmissione.[66] Il processo terminò nel marzo 2007 con la dichiarazione di non luogo a procedere per intervenuta prescrizione.[67]
- Nell'aprile 2012 fu citato in giudizio per un mancato pagamento di 99 000 euro di tasse per l'anno 2006, venendo condannato in primo grado a sei mesi di reclusione nel marzo 2013.[68]
- Il 19 febbraio 2015 la seconda edizione di Top One fu oggetto di un servizio de Le Iene, dove veniva denunciato il mancato pagamento di molte persone della troupe che ha permesso la realizzazione del programma. Nel servizio, Papi (al tempo titolare della casa di produzione del programma) e in particolare Francesco Galletta (prestanome della società responsabile del reclutamento della troupe) vennero accusati di non avere retribuito i tecnici che hanno lavorato alla trasmissione.[51]

## Televisione
In questa sezione sono riportati solo i programmi da lui condotti
- Fantastico bis (Rai Uno, 1988-1990)
- Portiere di notte (GBR, 1990)
- Unomattina (Rai Uno, 1990-1994)
- La Banda dello Zecchino (Rai Uno, 1992)
- Unomattina Estate (Rai Uno, 1992-1993)
- Telethon - Festa ragazzi (Rai Uno, 1992)
- Fatti e misfatti (Rai Uno, 1993)
- Chiacchiere (Rai Uno, 1995)
- Chiacchiere di Enrico Papi (Rai Uno, 1995-1996)
- Papi quotidiani (Canale 5, 1996)
- Tutti in piazza (Canale 5, 1996)
- Verissimo (Canale 5, 1996-1997)
- Edizione straordinaria (Italia 1, 1997)
- Sarabanda (Italia 1, 1997-2004, 2005, 2017, 2025-in corso e Canale 5, 2025-in corso)
- Buona Domenica (Canale 5, 1997-1998)
- Regalo di Natale (Italia 1, 1997)
- Sapore d'estate (Canale 5, 1998)
- Volare (Canale 5, 1998)
- Predizioni (Italia 1, 1999)
- Beato tra le donne (Canale 5, 1999)
- Festival di Sanremo (Rai Uno, 2001)
- Dopo il festival tutti da me (Rai Uno, 2001)
- Matricole (Italia 1, 2001)
- Il traditore (Italia 1, 2001)
- Anello debole (Italia 1, 2001)
- Miss Universo Italia 2003 (Canale 5, 2002)
- Matricole & Meteore (Italia 1, 2002)
- Papirazzo (Italia 1, 2003-2004)
- Moda Mare a Portocervo (Canale 5, 2003)
- 3, 2, 1 Baila (Italia 1, 2004)
- L'imbroglione (Canale 5, 2004)
- Il gioco dei 9 (Italia 1, 2004)
- La pupa e il secchione (Italia 1, 2006, 2010, 2024)
- Distraction (Italia 1, 2007)
- Prendere o lasciare (Italia 1, 2007)
- La ruota della fortuna (Italia 1, 2007-2009)
- Batti le bionde (Italia 1, 2008)
- Jackpot - Fate il vostro gioco (Canale 5, 2008)
- Il colore dei soldi (Italia 1, 2009)
- CentoxCento (Italia 1, 2010)
- Viva Las Vegas - Fate il vostro gioco (Italia 1, 2010)
- Trasformat (Italia 1, 2010-2011)
- Top One (Italia 1, 2013-2014)
- Guess My Age - Indovina l'età (TV8, 2017-2021)
- La notte dei record (TV8, 2018)
- Italia's Got Talent (TV8 e Sky Uno, 2020-2021)
- Name That Tune - Indovina la canzone (TV8, 2020-2021)
- Scherzi a parte (Canale 5, 2021-2022)
- Big Show (Canale 5, 2022)
- Tilt - Tieni il tempo (Italia 1, 2024)
- Gli Squizzati di 105 (Radio 105 TV, 2024-in corso)

### Testimonial pubblicitario
- Cepu (2000-2003)
- Sky (2018-2019)
- Federchimica Assosalute (2023)
- noicompriamoauto.it (2025)

## Radio
- Papi News (RTL 102.5, 1996-1997)
- 40 anni Radio Subasio (Radio Subasio, 2016)
- Gli Squizzati di 105 (Radio 105, 2024-in corso)

## Filmografia

### Attore
- Beautiful – serie TV, episodio 3214 (2000)
- Ravanello pallido, regia di Gianni Costantino (2001)
- Ambo, regia di Pierluigi Di Lallo (2014)
- Romolo + Giuly: La guerra mondiale italiana – serie TV, episodio 2x06 (2019)

### Doppiatore
- Mulan, voce di Mushu (1998)

### Videoclip musicali
- Tutto molto interessante di Fabio Rovazzi (2016)

## Discografia

### Singoli
- 2017 – Mooseca
- 2018 – Un'estate mentale
- 2020 – Come si chiama (la canzone che fa)
- 2024 – Tilt

## Pubblicazioni
- Enrico Papi, Vips, Gremese editore, 1998, ISBN 88-7742-214-9.

## Riconoscimenti
- 1998 – Telegatto Miglior trasmissione di varietà con Buona Domenica
- 2000 – Telegatto Miglior trasmissione musicale con Sarabanda
- 2007 – Premio Programma rivelazione dell'anno per la giuria ai TvBlog Awards 2006 con La pupa e il secchione
- 2007 – Premio Miglior reality show per la giuria ai TvBlog Awards 2006 con La pupa e il secchione
- 2011 – Premio Programma più originale del mondo al Fresh Tv Around the World con Trasformat
- 2022 – Premio 100 eccellenze italiane categoria Conduttori televisivi